# Limburgit

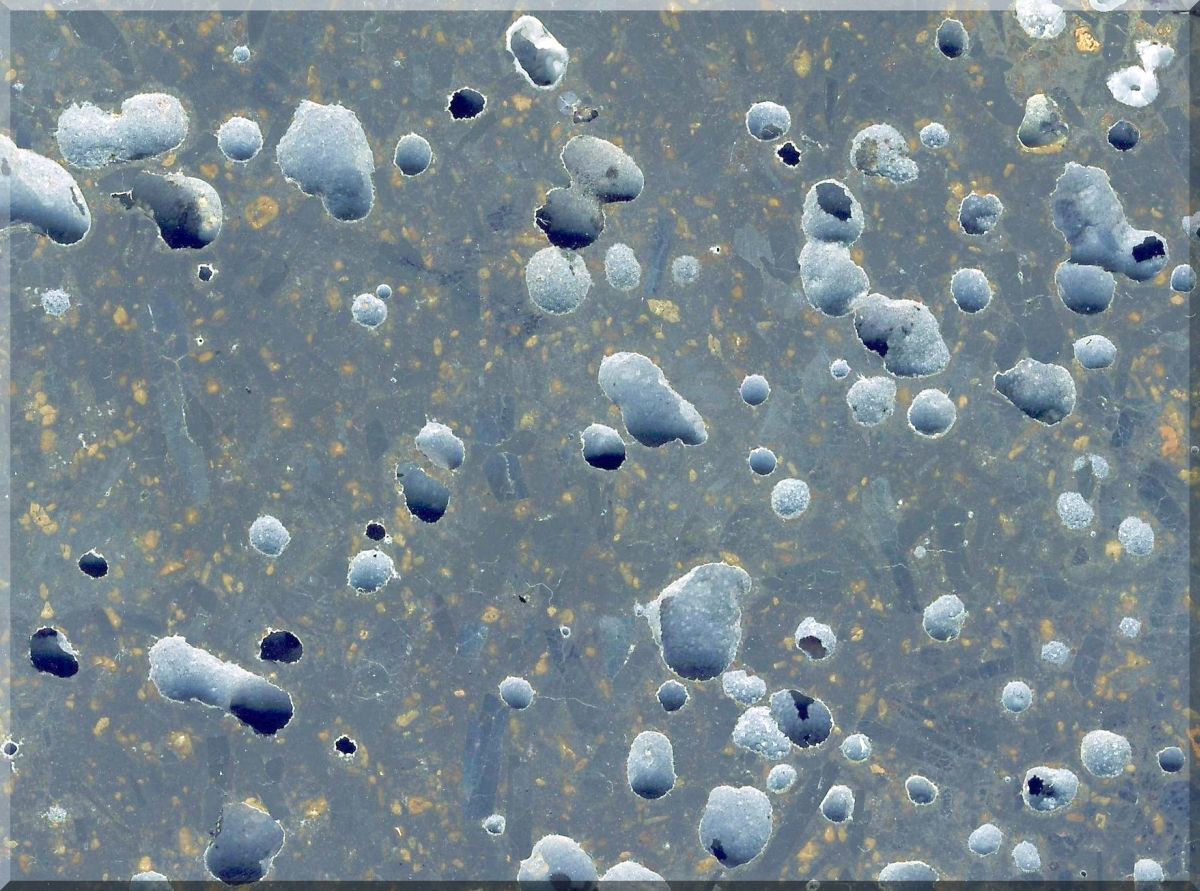
Wypolerowany limburgit z Kaiserstuhl, Niemcy

Limburgit – skała wulkaniczna magm teralitowych, z oliwinem, augitem i hornblendą jako prakryształami. Pobocznie zawiera magnetyt, ilmenit, apatyt, nefelin i sodalit. Ponadto charakteryzuje się zawartością szkliwa z potencjalnym nefelinem jako jednym ze składników. To klasyfikuje go wedle obowiązującej nomenklatury nazewnictwa skał magmowych i wulkanicznych jako hyalobazaltoid.
Występuje w okolicach Limburga w Alzacji środkowej, Afryce, Argentynie. W Polsce nie występuje, natomiast występuje w słowackich Tatrach Zachodnich, a mianowicie między Osobitą a Bobrowcem. Cechy chemiczne tej skały wskazują na pokrewieństwo z cieszynitami, które również należą do tego samego typu skał, czyli alkalicznego.